# Social 50

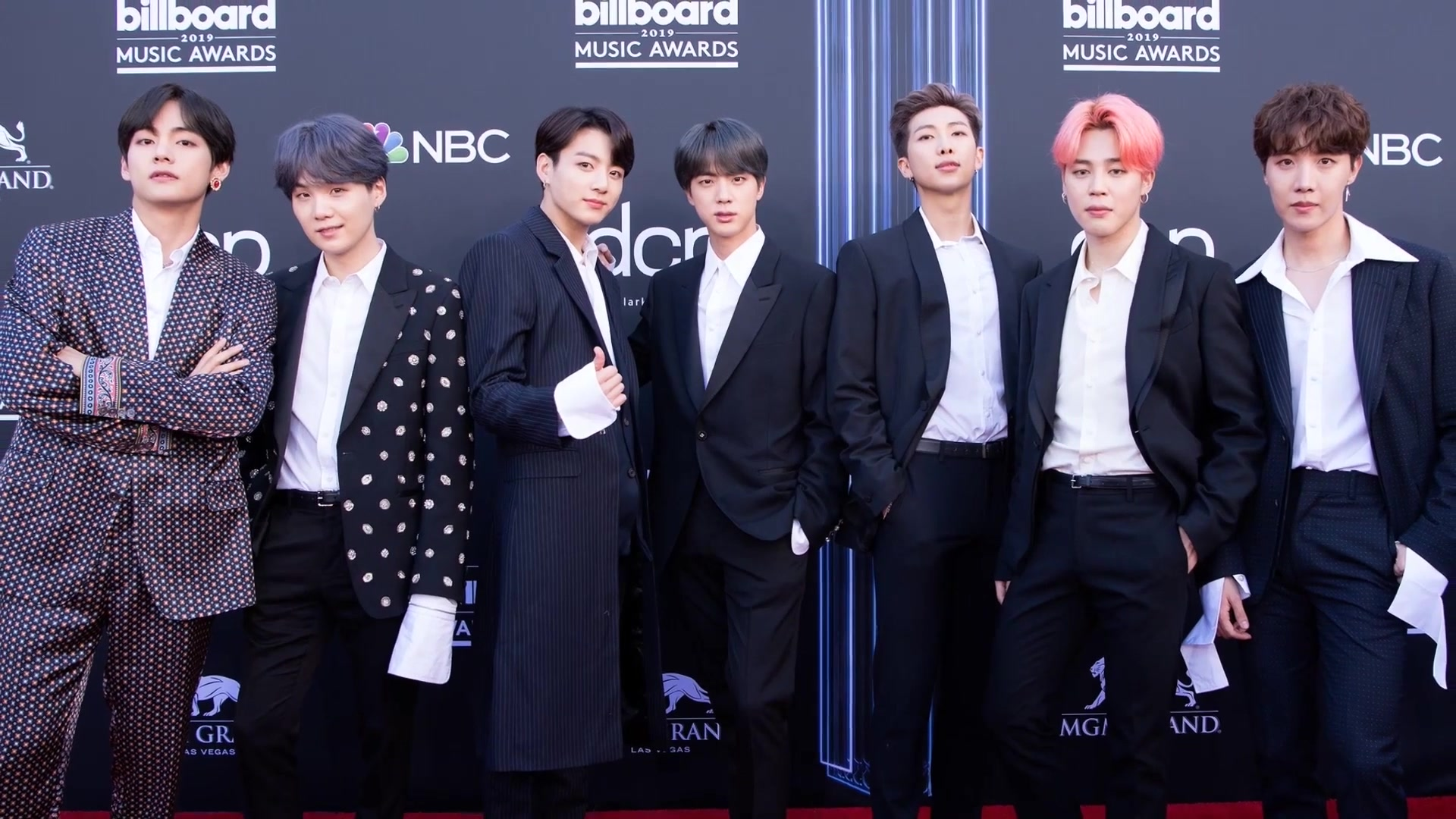
El récord de semanas en lo más alto de la lista pertenece a la boyband surcoreana BTS, con 210 en total. Entre julio de 2017 y diciembre de 2020, el grupo quedó aislado en lo más alto de la tabla con un total de 180 semanas.

El Billboard Social 50 es una lista de popularidad que clasifica a los artistas musicales más activos en los principales servicios de redes sociales del mundo. Sus datos son publicados por la revista Billboard y recopilados por el proveedor Next Big Sound, que se basa colectivamente en la popularidad semanal, los fanáticos y los seguidores de cada artista, junto con las visitas a su sitio web y videos oficiales. Bill Werde, director editorial de la revista, calificó el gráfico como «otro paso» en su evolución y un «cambio importante para nuestros tiempos». Inicialmente, el listado solo recuperaba sus datos de YouTube, Vevo, Facebook, Twitter, Myspace e iLike para crear su clasificación, pero en noviembre de 2012 se amplió para incluir SoundCloud e Instagram. En junio de 2015, comenzó a contar la popularidad de los artistas en Tumblr y Vine.
El Billboard Social 50 se lanzó el 11 de diciembre de 2010 y el primer artista en llegar a la cima de la lista fue la cantante barbadense Rihanna. En octubre de 2016, la boyband surcoreana, BTS, obtuvo el puesto número uno en la lista, convirtiéndose en el segundo acto de K-pop, después de PSY, en alcanzar el primer lugar en el ranking. Ostentando el récord de más semanas en el número uno, con 210. Anteriormente, el récord pertenecía al intérprete canadiense Justin Bieber, con 163 semanas en total. La artista estadounidense Taylor Swift ocupa el tercer lugar con más semanas, habiendo encabezado la lista durante 28 semanas desde su creación. Tras su muerte en diciembre de 2012, Jenni Rivera se convirtió en la primera y única artista en encabezar la lista póstumamente. Desde su lanzamiento, 20 artistas han alcanzado el primer puesto en Billboard Social 50. Por otro lado, Rivera, Skrillex y Justin Timberlake han encabezaron la lista durante una sola semana.
El 26 de diciembre de 2020, Billboard anunció la suspensión de la lista Social 50 por un período de tiempo indefinido para facilitar su transición a un nuevo socio de datos. Si bien esto también afectaría las listas de Artist 100 y Emerging Artists, ambas incluyen métricas sociales en su formulación, la revista declaró que ninguna de las listas se vería afectada. Social 50 debía reanudar su actividad a principios de 2021, pero permanece inactivo hasta la fecha.

## Artistas número uno

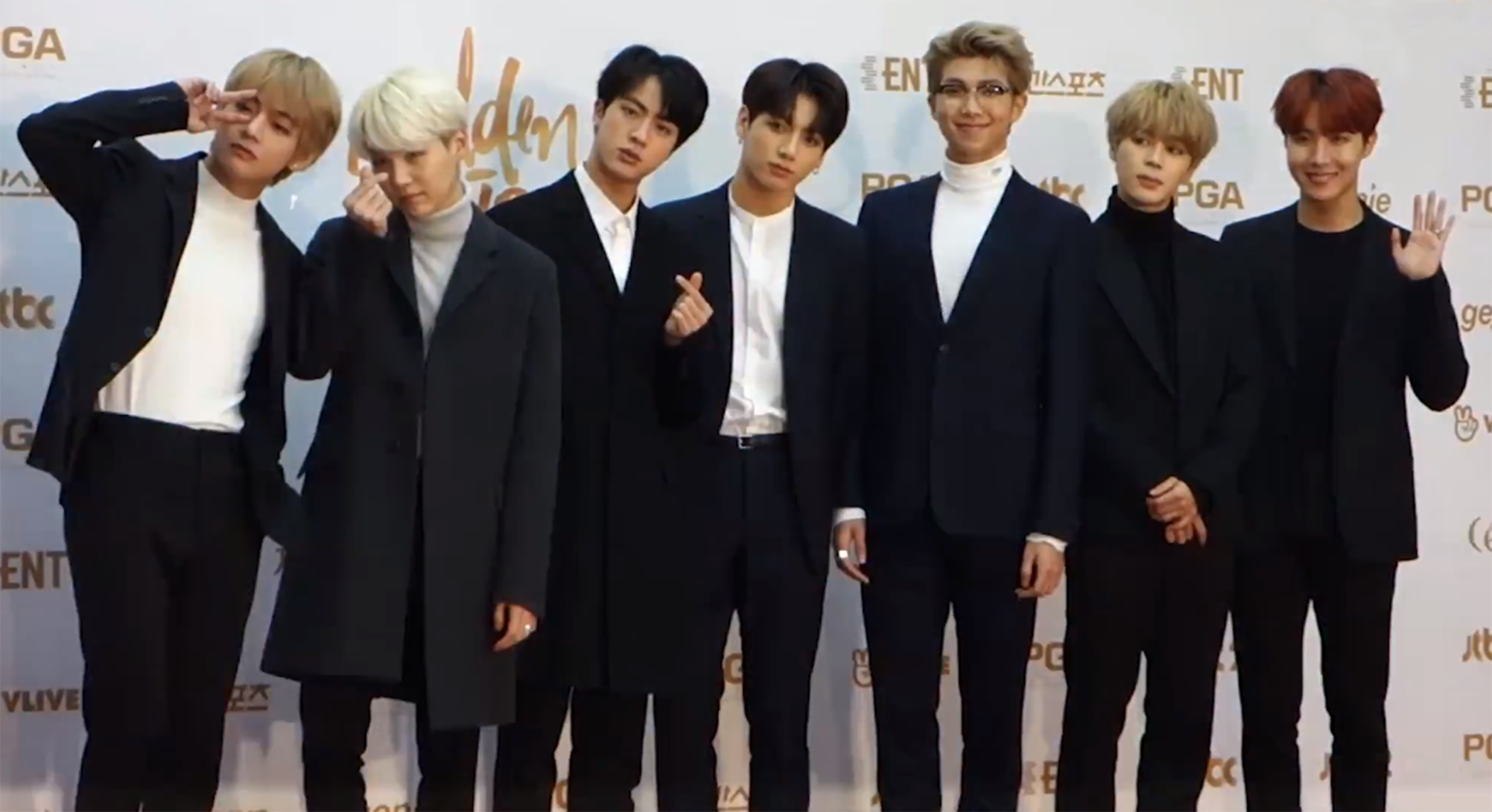
BTS actualmente tiene el récord de más semanas consecutivas en el número uno con 180.

| No. | Enésimo artista en encabezar el Billboard Social 50 |
| re  | Regreso de un artista al número uno                 |

| No. | Artista             | Alcanzó el número uno   | Semanas en el número uno | Ref.    |
| --- | ------------------- | ----------------------- | ------------------------ | ------- |
| 1   | Rihanna             | 11 de diciembre de 2010 | 1                        | [ 15 ]  |
| 2   | The Black Eyed Peas | 18 de diciembre de 2010 | 2                        | [ # 1 ] |

| Año  | Artista           | Alcanzó el número uno | Ref.   |
| ---- | ----------------- | --------------------- | ------ |
| 2010 | Rihanna           | 11 de diciembre       | [ 16 ] |
| 2010 | Miley Cyrus       | 18 de diciembre       | [ 17 ] |
| 2011 | Justin Bieber     | 22 de enero           | [ 18 ] |
| 2011 | Lady Gaga         | 26 de febrero         | [ 19 ] |
| 2011 | Adele             | 16 de noviembre       | [ 20 ] |
| 2012 | Drake             | 21 de enero           | [ 21 ] |
| 2012 | Katy Perry        | 7 de julio            | [ 22 ] |
| 2012 | Skrillex          | 28 de julio           | [ 23 ] |
| 2012 | Taylor Swift      | 1 de septiembre       | [ 24 ] |
| 2012 | PSY               | 8 de septiembre       | [ 25 ] |
| 2012 | One Direction     | 17 de noviembre       | [ 26 ] |
| 2012 | Jenni Rivera      | 29 de diciembre       | [ 27 ] |
| 2013 | Shakira           | 9 de febrero          | [ 28 ] |
| 2013 | Beyoncé           | 16 de febrero         | [ 29 ] |
| 2013 | Justin Timberlake | 6 de abril            | [ 30 ] |
| 2014 | Ariana Grande     | 22 de noviembre       | [ 31 ] |
| 2016 | Shawn Mendes      | 1 de octubre          | [ 32 ] |
| 2016 | Niall Horan       | 15 de octubre         | [ 33 ] |
| 2016 | BTS               | 29 de octubre         | [ 34 ] |
| 2017 | BTS               | 16 de diciembre       | [ 35 ] |
| 2019 | BTS               | 8 de junio            | [ 36 ] |

## Artistas número uno por año
| Año  | Artista       | Ref.   |
| ---- | ------------- | ------ |
| 2011 | Justin Bieber | [ 37 ] |
| 2012 | Justin Bieber | [ 38 ] |
| 2013 | Justin Bieber | [ 39 ] |
| 2014 | Justin Bieber | [ 40 ] |
| 2015 | Taylor Switf  | [ 41 ] |
| 2016 | Taylor Switf  | [ 42 ] |
| 2017 | BTS           | [ 43 ] |
| 2018 | BTS           | [ 44 ] |
| 2019 | BTS           | [ 45 ] |
| 2020 | BTS           | [ 46 ] |

## Nota
1. ↑  Billboard Social 50 (December 18–25, 2010):
  - «Social 50». Billboard. 18 de diciembre de 2010. Archivado desde el original el 15 de noviembre de 2014. Consultado el 6 de julio de 2012. (enlace roto disponible en Internet Archive; véase el historial, la primera versión y la última).
  - «Social 50». Billboard. 25 de diciembre de 2010. Archivado desde el original el 16 de diciembre de 2021. Consultado el 6 de julio de 2012.